# Yoroiden Samurai Troopers
Yoroiden Samurai Troopers (鎧伝サムライトルーパー Yoroiden Samurai Torūpā?, "La legendaria patrulla armada samurái"), a menudo abreviada como YST, que fue conocida con el título Los cinco Samurái en España, como Samurai Warriors (Guerreros Samurái) en Hispanoamérica, y Ronin Warriors en la versión de Estados Unidos, es una serie anime de televisión producido por Sunrise y emitido en Japón en Nagoya Television desde el 30 de abril de 1988 hasta el 4 de marzo de 1989, alcanzando la totalidad de 39 episodios.
Fue producida por Graz Entertainment y fue grabada por Ocean Group. La versión en castellano de este anime fue emitida en el canal Telecinco para España.
Se produjeron tres secuelas para su venta en video doméstico: Gaiden, Kikôtei Densetsu (La leyenda de la armada del infierno) y Mensaje. También cuenta con un manga y varias novelas y audio dramas basados en la serie.
La nueva leyenda de la armadura de Yoichi Fujita, Samurai Troopers, es una secuela de la serie original titulada Yoichi Fujita, dirigida por Shogo Muto y escrita y compuesta por Shuji Katayama. Comenzará a emitirse en enero de 2026.

## Premisa
Talpa, el señor demonio del Netherworld, está empeñado en conquistar el mundo mortal. Junto con sus cuatro señores oscuros de la guerra son los cinco samuráis, cada uno en posesión de armas y armaduras místicas. Son asistidos por Mia Koji, un joven estudiante-profesor, y un misterioso monje-guerrero conocido sólo como El Anciano en el doblaje hispanoamericano y como Ariel en el doblaje de España.

## Personajes

### Personajes principales
| Nombre                                    | Virtud               | Asociación de armada                               | Armas o ataques                                                                  |
| ----------------------------------------- | -------------------- | -------------------------------------------------- | -------------------------------------------------------------------------------- |
| Ryo Sanada (Ryo/Héctor del Fuego Salvaje) | Jin (Honradez)       | Rekka (Fuego/ Fuego Salvaje) e Kikoutei (Infierno) | Pareja Katana (Armada de fuego salvaje)/ Espadas de Fervor (Armada del infierno) |
| Sage Date (Sage/Seiji de la Luz)          | Rei (Cortesía)       | Kourin (Luz/Halo)                                  | Nodachi (Armada de la Luz)                                                       |
| Cye Mouri (Cye/Shin del Agua)             | Shin (Confianza)     | Suiko (Agua/Torrente)                              | Jumonji Yari (Armada del Agua)                                                   |
| Shu Rei Fuan (Shu de la Tierra)           | Gi (Justicia)        | Kongou (Tierra/ Roca)                              | Sanjiegun (Armada de la Tierra)                                                  |
| Touma Hashiba (Touma/Toma del Cielo)      | Chi (Sabiduría/Vita) | Tenkuu (Aire (Cielo) /Estrato)                     | Hankyu (Armada del Cielo)                                                        |
| The Ancient (El Anciano/Ariel)            |                      |                                                    | Shakujo                                                                          |
| Talpa (Scorpio)                           |                      |                                                    |                                                                                  |
| Anubis (Shutendoji/Demon de la Crueldad)  | Chu (Lealtad)        | Riki (Primavera/Crueldad)                          | Kusarigama (Armada de la Crueldad)                                               |
| Cale (Anubis/Cronos de la Corrupción)     | Ko (Piedad filial)   | Mugen (Invierno/Corrupción)                        | Nodachi (Armada de la Corrupción)                                                |
| Dais (Rajura/Diabolo de la Ilusión)       | Nin (Resistencia)    | Shikoku (Verano/Ilusión)                           | Six Kama (Armada de la Ilusión)                                                  |
| Sekhmet (Naaza/Phanton del Veneno)        | Tei (Obediencia)     | Yakushi (Otoño/Veneno)                             | Six Katana (Armada del Veneno)                                                   |
| Kayura                                    |                      |                                                    | "Espada de Estrellas" (gemela sai)                                               |

### Otros personajes
Otros personajes que aparecen son
- Mia Koji
- Yuli
- White Blaze
- Kenboukyou
- Kokuen-Oh
- Badamon
- Gogasha
- Toryuki
- Professor Yagyu
- Luna
- Uncle Chin
- Shikaisen
- Mad Scientist
- Mukara
- Naria
- Kuroi Kikoutei
- Suzunagi
- Madre de Suzunagi
- Genchirou Hashiba
- Madre de Touma
- Padre de Ryo

## Cambio de nombres
La siguiente lista recoge los nombres originales de los personajes y su correspondiente nombre en la versión española e hispanoamericana.
| Nombre japonés                           | Nombre español        |
| ---------------------------------------- | --------------------- |
| Yoroi Senshi                             | Los Cinco Samuráis    |
| Ryo Sanada (真田遼 Sanada Ryō)           | Héctor                |
| Seiji Date (伊達征士 Date Seiji)         | César                 |
| Shin Mouri (毛利伸 Mōri Shin)            | Jorge                 |
| Shu Rei Fuan (秀麗黄)                    | Tristán               |
| Touma Hashiba (羽柴当麻 Hashiba Tōma)    | Tommy                 |
| Mashou                                   | Generales Demoníacos  |
| Arago (阿羅醐)                           | Scorpio               |
| Shutendouji (朱天童子 Shutendōji)        | Demon                 |
| Anubis (悪奴弥守 Anubisu)                | Cronos                |
| Rajura (螺呪羅)                          | Diabolo               |
| Naaza (那唖挫)                           | Phantom               |
| Kayura (迦遊羅 Kayuura)                  | Lady Kira/Lady Corina |
| Kaos (迦雄須 Kaosu)                      | El Anciano/Ariel      |
| Nasuti Yagyu (ナスティ柳生 Nasuti Yagyū) | Emma                  |
| Jun Yamano                               | Dany                  |
| Byakuen                                  | Llama Blanca          |
| Dr. Yagyu                                |                       |
| Luna                                     |                       |
| Mukara                                   |                       |
| Naria                                    |                       |
| Suzunagi                                 |                       |

## Lista de episodios
| #  | Título | Estreno |
| -- | --- | ------- |
| 01 | «Gran Tokyo es el objetivo» «Nerawareta dai Toukyou» (ねらわれた大東京) España: «El mundo en peligro»                                                                     |         |
| 02 | «¡El general demonio! Asalto en el cielo perdido» «Oni mashou! Shitsu ten no moukou» (鬼魔将!失天の猛攻) España: «Demon ataca»                                            |         |
| 03 | «Armadura de camuflaje, el secreto del infierno» «yoroi gia, Rekka no himitsu» (鎧擬亜、烈火の秘密) España: «La fuerza del fuego»                                         |         |
| 04 | «El veneno del general diabólico, La trampa sorprendente» «Doku mahata Naashiji no wana» (毒魔将 那唖挫の罠)                                                              |         |
| 05 | «¡Resurrección! El guerrero de la luz» «Fukkatsu! Kou no senshi» (復活!光の戦士) España: «El despertar del caballero de la luz»                                           |         |
| 06 | «Contraataque, el super flujo de la ira destrozado» «Hangeki, Ikari no chou nagare yabu» (反撃、怒りの超流破) España: «La fuerza del agua contraataca»                    |         |
| 07 | «¡Opertura! Tormenta relampagueante asesina» «Kaigan! Hissatsu no raikou ki» (開眼!必殺の雷光斬) España: «El golpe Centella»                                              |         |
| 08 | «El general diabólico fantasmal, El conjuro de la espiral» «maboroshi mashou, nishi noroira no sakuryaku» (幻魔将、螺呪羅の策略) España: «Diábolo, demonio de la ilusión» |         |
| 09 | «Infierno, salva al cielo» «Rekka, tenkuu o sukue» (烈火、天空をすくえ) España: «La bomba del mal»                                                                        |         |
| 10 | «¡Reunidos! Los 5 guerreros» «Shuuketsu! 5 nin no senshi» (集結!5人の戦士) España: «Por fin juntos»                                                                       |         |
| 11 | «Destruyamos la entrada espectral» «Youjamon o uchiyabure» (妖邪門を打ち破れ) España: «El palacio amurallado»                                                             |         |
| 12 | «¡Salvia! Combate a muerte de las tinieblas» «Seiji! Kurayami no shitou» (セイジ!暗闇の死闘) España: «Combate en las tinieblas»                                           |         |
| 13 | «La verdadera identidad de Yoroigia» «Yoroigia no shoutai» (ヨロイギアの正体) España: «Emboscada contra Tristán»                                                          |         |
| 14 | «Shuten, Lucha sin corazón» «Shuten, Kokoro naki tatakai» (シュテン、心なき戦い) España: «El ataque de Demon»                                                             |         |
| 15 | «Caos, el desafío del destino» «Kaosu, shukumei no taiketsu» (カオス、宿命の対決) España: «Ariel contra Escorpio»                                                         |         |
| 16 | «Caída, el castillo de Arago» «Totsunyuu, Arago jou» (突入、アラゴ城) España: «Ataque al palacio»                                                                         |         |
| 17 | «La leyenda de la armada revelada» «Akasareta yoroi densetsu» (明かされた鎧伝説) España: «La venganza de Escorpio»                                                        |         |
| 18 | «El emperador del terror» «Kyofu no youjatei teiou» (恐怖の妖邪帝王) España: «La prueba de Héctor»                                                                        |         |
| 19 | «¡Combate decisivo! Infierno contra Arago» «Kessen! Rekka tai Arago» (決戦!烈火対アラゴ) España: «La batalla final»                                                       |         |
| 20 | «Una nueva batalla» «Aratanaru tatakai» (新たなる戦い) España: «Un nuevo enemigo»                                                                                         |         |
| 21 | «¡La armada brilla con más blancura!» «Kagayake shiroki yoroi!» (輝け白き鎧!) España: «La armadura blanca»                                                                |         |
| 22 | «El reto del Señor Kenbu» «Kenbu kyou no chousen» (剣舞卿の挑戦) España: «Una espada para la armadura blanca»                                                             |         |
| 23 | «Lucha arriesgando la vida, Llamas Blancas» «Shiro en inochi o kaketa tatakai» (白炎命をかけた戦い) España: «El sacrificio de Llamas Blancas»                             |         |
| 24 | «El emisario del emperador» «Teiou no shisha» (妖邪帝王の使者) España: «Un enviado del imperio del mal»                                                                   |         |
| 25 | «¡Enfrentamiento! El agua de los dos» «Taiketsu! Ninin no mizu» (対決!二人の水滸) España: «Jorge contra Jorge»                                                            |         |
| 26 | «Halo, Recupera la luz» «Kourin yo, hikari o torimodose» (光輪よ、光をとりもどせ) España: «Una luz en la oscuridad»                                                       |         |
| 27 | «Enfurécete Kongo, Desintegrando la arena» «Okore kongou, suna ?? o kudake» (怒れ金剛、砂妖邪をくだけ) España: «El desafío de Tristán»                                    |         |
| 28 | «La mujer misteriosa, aparece Kayura» «Nazo no onna Kayura shutsugen» (謎の女妖邪カユラ出現) España: «Lady Corina»                                                        |         |
| 29 | «¡Vamos! Los dos guerreros...» «Ike! Ni nin no senshi tachi yo...» (行け!二人の戦士達よ…) España: «Un viaje peligroso»                                                    |         |
| 30 | «¿Aquí está el mundo?» «Koko wa kai ka?» (ここは妖邪界か?) España: «La trampa de Escorpio»                                                                                |         |
| 31 | «La legendaria armada, Teru» «Densetsu no yoroi, Teru» (伝説の鎧、輝煌帝) España: «La Legendaria Armadura del Emperador Brillante»                                        |         |
| 32 | «La zona fantasmal, la estrategia del terror» «Chirei shuu, kyoufu no sakusen» (地霊衆、恐怖の作戦) España: «El Plan de Oroki»                                            |         |
| 33 | «Buscando el tesoro misterioso» «Nazo no hihou o motomete» (謎の秘宝を求めて) España: «En Busca del Tesoro Escondido»                                                     |         |
| 34 | «Cielo, Lucha lleno de heridas» «Tenkuu, kizu darake no tatakai» (天空、傷だらけの戦い) España: «Héctor en Peligro»                                                       |         |
| 35 | «Regresan, los guerreros de la armada...» «Yomigaere, yoroi senshi tachi yo...» (よみがえれ、鎧戦士達よ…) España: «El Regreso de los Guerreros de la Armadura»            |         |
| 36 | «¡Combate decisivo! Kayura contra Teru» «Kessen! Kayura tai Teru» (決戦!カユラ対輝煌帝) España: «El Secreto de Lady Corina»                                               |         |
| 37 | «Beni Kaminari resucita» «Fukkatsu no Beni Kaminari» (復活の紅雷閃) España: «Vuelve el Poder del Mal»                                                                     |         |
| 38 | «¡Kayura! Resurge divina» «Kayura! Seinaru mezame» (カユラ!聖なる目覚め) España: «El Despertar de Lady Corina»                                                            |         |
| 39 | «¡Brillad! Cinco guerreros» «Kagayake! Go nin no senshi tachi» (輝け!五人の戦士達) España: «La Victoria de los Samuráis»                                                  |         |

## Música
- Opening 1: Stardust Eyes (Mariko Uranishi)
- Opening 2: Samurai Heart (Hiroko Moriguchi)
- Ending 1: Faraway (Mariko Uranishi)
- Ending 2: Be Free (Hiroko Moriguchi)

## Doblaje
- Issei Futamata.... Nāaza
- Daisuke Gōri.... Saranbo
- Masako Katsuki.... Kayura
- Jūrōta Kosugi.... Rajūra
- Kaori Kusakabe.... Nasuti Yagyu
- Takeshi Kusao.... Sanada Ryō
- Yasunori Matsumoto.... Anubisu
- Nozomu Sasaki.... Mōri Shin
- Shigezō Sasaoka.... Arago
- Hiroshi Takemura.... Hashiba Tōma
- Norio Wakamoto.... Kaosu
- Kumiko Watanabe.... Yamano Jun
- Kiyoyuki Yanada.... Shutendōji
- Daiki Nakamura.... Date Seiji
- Tomohiro Nishimura.... Shū Rei Fuan